# Landtagswahlkreis Wuppertal I
Der Landtagswahlkreis Wuppertal I (Organisationsziffer 32) ist einer von derzeit 128 Wahlkreisen in Nordrhein-Westfalen, die jeweils einen mit der einfachen Mehrheit direkt gewählten Abgeordneten in den Landtag entsenden.
Zum Wahlkreis 32 Wuppertal I gehören zur Landtagswahl 2022 die Wuppertaler Stadtbezirke Oberbarmen, Heckinghausen, Langerfeld-Beyenburg und Ronsdorf sowie vom Stadtbezirk Barmen die Kommunalwahlbezirke 51 Barmen-Mitte und 53 Loh-Unterbarmen.

## Landtagswahl 2022
Wahlberechtigt zur Landtagswahl 2022 waren 85.302 Menschen, die Wahlbeteiligung lag bei 45,4 %.
| Direktkandidat     | Partei       | Erststimmen in % | Zweitstimmen in % |
| ------------------ | ------------ | ---------------- | ----------------- |
| Rainer Spiecker    | CDU          | 29,2             | 30,7              |
| Andreas Bialas     | SPD          | 36,0             | 29,4              |
| Marcel Hafke       | FDP          | 6,8              | 5,9               |
| Hartmut Beucker    | AfD          | 7,8              | 7,3               |
| Andreas Zawierucha | B’90/Grüne   | 14,4             | 17,0              |
| Emel Köse          | LINKE        | 3,2              | 2,6               |
| Henrik Dahlmann    | Freie Wähler | 2,0              | 1,0               |
| Dominic Brüne      | Volt         | 0,7              | 0,8               |
| -                  | Die Partei   | -                | 1,1               |
| -                  | Sonstige     | -                | 4,2               |

Außer dem direkt gewählten Kandidaten Bialas zogen auch Hafke und Beucker über Listenplätze in den Landtag ein.

## Landtagswahl 2017
Wahlberechtigt zur Landtagswahl 2017 waren 86.284 Einwohner des Wahlkreises.
Die Wahlbeteiligung lag bei 58,2 %.
| Direktkandidat      | Erststimmen in % | Partei  | Zweitstimmen in % |
| ------------------- | ---------------- | ------- | ----------------- |
| Dietmar Bell        | 38,7             | SPD     | 33,0              |
| Björn Brick         | 30,8             | CDU     | 27,2              |
| Claudia Schmidt     | 5,5              | GRÜNE   | 6,3               |
| Marcel Hafke        | 9,1              | FDP     | 12.3              |
| Franz Rudolf Büning | 1,9              | Piraten | 1,3               |
| Cemal Agir          | 5,4              | LINKE   | 5,8               |
| Peter Knoche        | 8,6              | AfD     | 9,9               |
| –                   |                  | Übrige  | 4,2               |

Neben dem Wahlkreisabgeordneten Dietmar Bell, der das Mandat seit 2010 innehat, wurde auch der FDP-Kandidat Marcel Hafke, der dem Landtag ebenfalls seit 2010 angehört, über den Listenplatz fünf seiner Partei in den Landtag gewählt.

## Landtagswahl 2012
Wahlberechtigt zur Landtagswahl 2012 waren 83.104 Einwohner des Wahlkreises.
Die Wahlbeteiligung lag bei 53,8 %.
| Direktkandidat   | Erststimmen in % | Partei  | Zweitstimmen in % |
| ---------------- | ---------------- | ------- | ----------------- |
| Dietmar Bell     | 48,3             | SPD     | 41,0              |
| Rainer Spiecker  | 25,3             | CDU     | 20,0              |
| Ralf Glörfeld    | 9,4              | Piraten | 8,9               |
| Janine Bruchmann | 7,8              | GRÜNE   | 12,1              |
| Marcel Hafke     | 5,2              | FDP     | 8,9               |
| Gunhild Böth     | 3,9              | LINKE   | 3,6               |

## Landtagswahl 2010
Wahlberechtigt zur Landtagswahl 2010 waren 83.999 Einwohner des Wahlkreises.
Die Wahlbeteiligung lag bei 54,6 %.
| Direktkandidat   | Erststimmen in % | Partei   | Zweitstimmen in % |
| ---------------- | ---------------- | -------- | ----------------- |
| Dietmar Bell     | 42,7             | SPD      | 35,8              |
| Rainer Spiecker  | 31,6             | CDU      | 28,5              |
| René Kissler     | 8,2              | GRÜNE    | 12,5              |
| Gunhild Böth     | 7,2              | LINKE    | 7,8               |
| Marcel Hafke     | 4,6              | FDP      | 6,5               |
| Tobias Ronsdorf  | 2,0              | pro NRW  | 2,6               |
| Ralf Glörfeld    | 1,6              | PIRATEN  | 1,9               |
| Peter Schnorr    | 1,1              | NPD      | 0,9               |
| Wolfgang Schulze | 1,0              | REP      | 0,8               |
| -                | -                | Sonstige | 2,7               |

## Landtagswahl 2005
Wahlberechtigt zur Landtagswahl 2005 waren 90.870 Einwohner des Wahlkreises.
Die Wahlbeteiligung lag bei 58,1 %.
Bei der Landtagswahl in Nordrhein-Westfalen 2005 am 22. Mai 2005 erreichten die im Wahlkreis angetretenen Parteien folgende Prozentzahlen der abgegebenen gültigen Stimmen:
CDU 41,5, SPD 37,6, FDP 6,3, GRÜNE 6,0, WASG 2,7, REP 1,5, Graue 1,4, PDS 1,4, NPD 1,3, ödp 0,3.
Direkt gewählter Abgeordneter des Wahlkreises Wuppertal I ist Horst Ellinghaus (CDU).
| Direktkandidat 2005   | Partei | 2005 Stimmen in % | 2000 Stimmen in % |
| --------------------- | ------ | ----------------- | ----------------- |
| Horst-Emil Ellinghaus | CDU    | 41,5              | 31,1              |
| Frank Freimuth        | SPD    | 37,6              | 46,7              |
| Marcel Hafke          | FDP    | 6,3               | 11,6              |
| Michael Hohagen       | GRÜNE  | 6,0               | 6,5               |
| Jörg Haußner          | WASG   | 2,7               | -                 |
| Johann Liedtke        | REP    | 1,5               | 1,9               |
| Reinhard Granitzki    | PDS    | 1,4               | 1,6               |
| Heinz Hörter          | GRAUE  | 1,4               | -                 |
| Maik Hilgert          | NPD    | 1,3               | -                 |
| Helmut-Martin Felbel  | ödp    | 0,3               | -                 |

## Geschichte
| Wahl | Wahlkreisname  | Gebiet    | Wahlkreissieger             |
| ---- | -------------- | --------- | --------------------------- |
| 2000 | 31 Wuppertal I | Wuppertal | Frank Freimuth (SPD)        |
| 2005 | 31 Wuppertal I | Wuppertal | Horst-Emil Ellinghaus (CDU) |
| 2010 | 31 Wuppertal I | Wuppertal | Dietmar Bell (SPD)          |
| 2012 | 31 Wuppertal I | Wuppertal | Dietmar Bell (SPD)          |
| 2017 | 31 Wuppertal I | Wuppertal | Dietmar Bell (SPD)          |